# Wasserkunstanlage Paradies

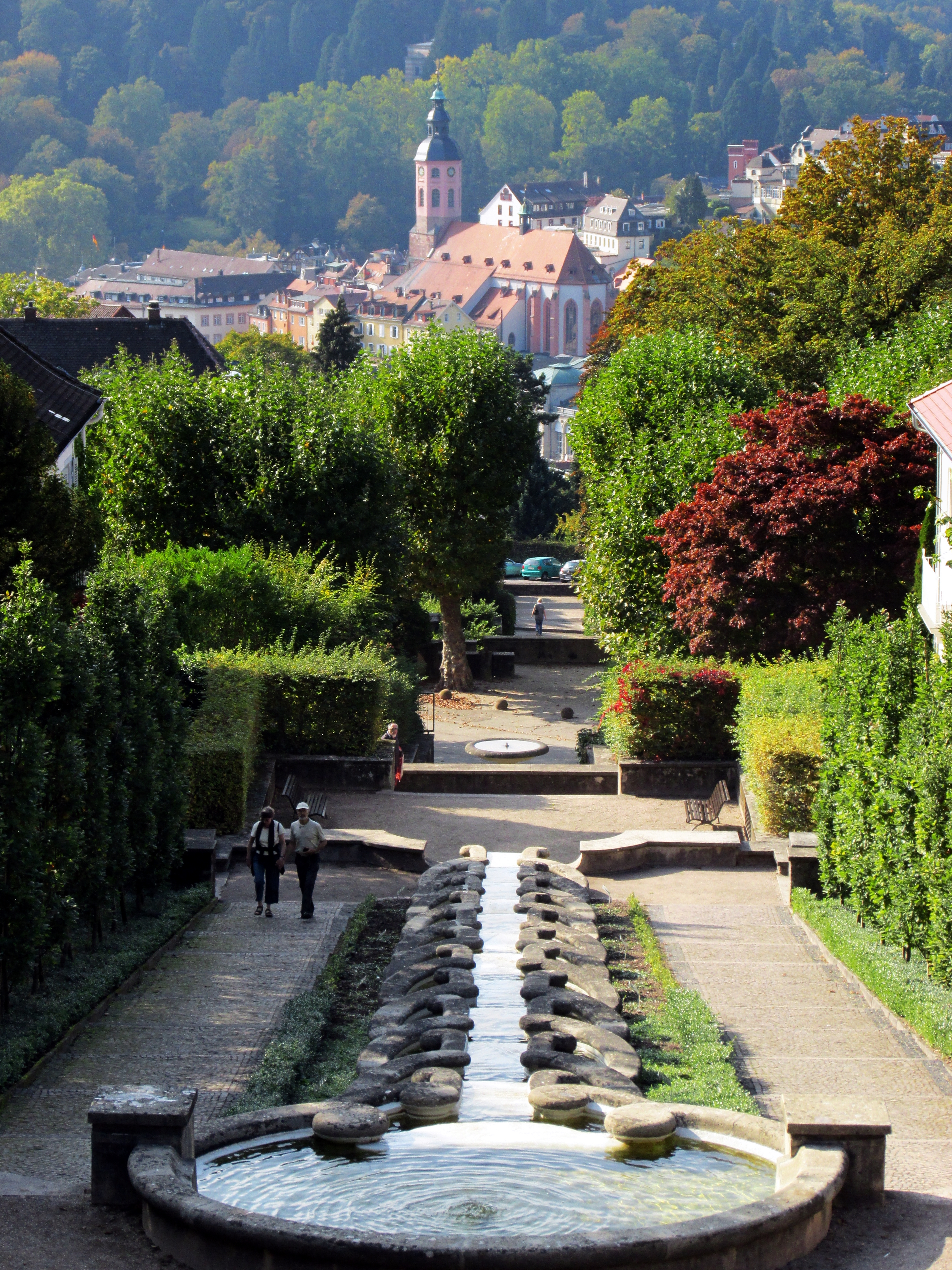
Blick über das Paradies zur Stiftskirche

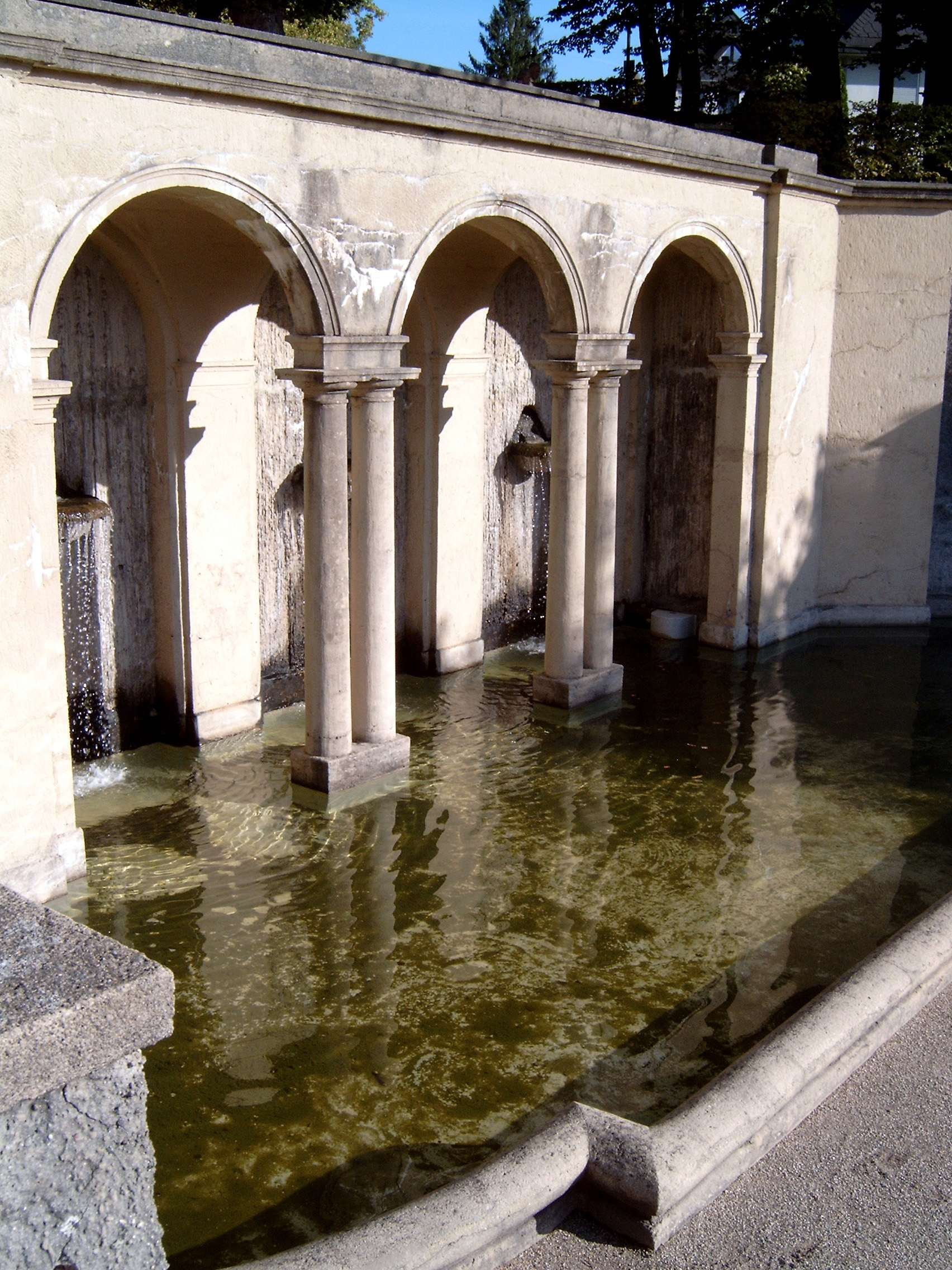
Brunnengrotte

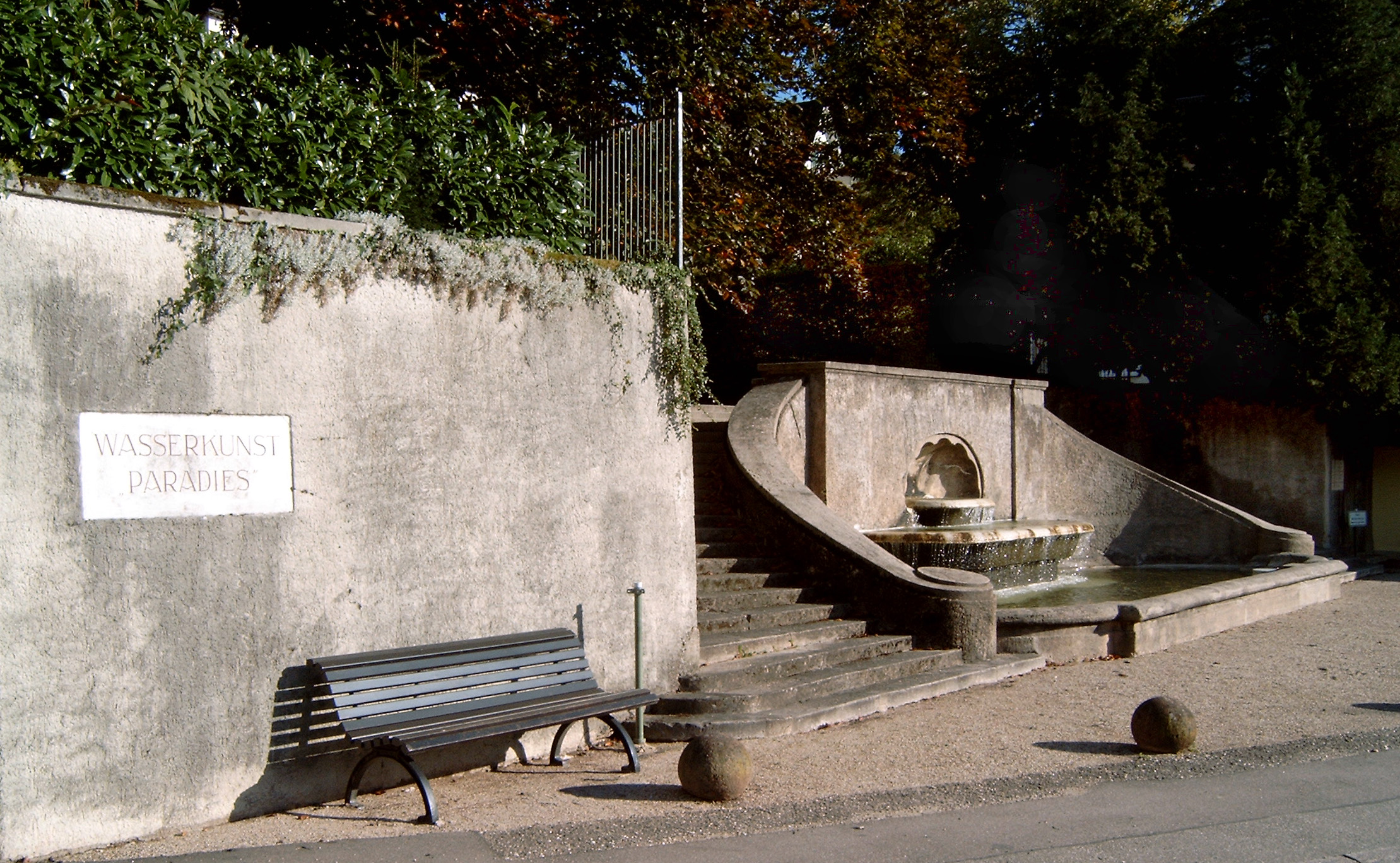
Abschluss an der Bernhardstraße

Das Paradies ist eine Wasserkunstanlage in Baden-Baden, die am Annaberg einen Höhenunterschied von 40 Metern überwindet.

## Lage und Architektur
Beginnend mit einer Brunnengrotte mit Säulenarkaden, an der Markgrafenstraße gelegen, erstreckt sich die Gartenanlage im Villenviertel Friedrichshöhe talwärts über die Zeppelinstraße und die Prinz-Weimar-Straße hinweg bis zur Bernhardstraße. Dabei wird ein Höhenunterschied von 40 Metern überwunden. Das Paradies bietet an seinem oberen Ende einen Blick auf die Altstadt mit dem Turm der Stiftskirche, das Neue Schloss und den gegenüberliegenden Friesenberg.
Von der Grotte an der Friedrichshöhe aus fällt das Wasser über mehrere Kaskaden in ein großes halbrundes Becken an der Zeppelinstraße. Die zentrale Wassertreppe ist flankiert von symmetrisch angeordneten Villen. Im Mittelpunkt der Anlage befindet sich eine Steintafel, auf der Conrad Ferdinand Meyers Gedicht Der römische Brunnen nachzulesen ist. Der letzte Abschnitt besteht aus einer großzügigen Treppenanlage, deren Abschluss ein weiteres halbrundes Brunnenbecken an der Bernhardstraße bildet.

## Geschichte
Nach 1900 wurde von der Stadt Baden-Baden ein etwa eineinhalb Hektar großes Gelände am Hang des Annabergs zur Bebauung freigegeben. Vorgesehen war ein Villengebiet im Stile bestehender Gartenstädte wie Hellerau. Der Erste Weltkrieg ließ das Vorhaben jedoch vorerst ins Stocken geraten.
Ab 1921 übernahm Professor Max Laeuger die Planungen. Dabei nutzte der Architekt die Hanglage zur Errichtung einer Wasserkunstanlage. Weitläufige Treppenanlagen, Wandbrunnen, Bassins und Sitzbänke sollten den kleinen Park zieren. Im Jahre 1925 wurde die Park- und Wohnanlage, die sich am Vorbild italienischer Renaissancegärten orientierte, schließlich vollendet.
In den 1950er- und 1960er-Jahren verfiel das Paradies zunehmend, für kurze Zeit erwog die Stadt sogar den Abriss. Im Zuge der 1981 in Baden-Baden ausgerichteten Landesgartenschau wurde die Wasserkunstanlage weitgehend wiederhergerichtet. Im Jahre 2008 wurde zudem die baufällige Grotte aufwändig saniert. Die Wasserkunstanlage wurde von der Denkmalstiftung Baden-Württemberg zum Denkmal des Monats Juli/August 2009 gewählt.

## Anfahrt
Mit dem Auto gelangt man zu der Wasserkunstanlage in Richtung Merkurbahnhof, Parkmöglichkeiten sind auf der Friedrichshöhe beim Wasserreservoir oder an der Markgrafenstraße vorhanden.
Das Paradies ist ebenfalls mit den Buslinien 204 und 205 zu erreichen. Die Haltestellen Kurfürstenstraße am unteren und Friedrichshöhe am oberen Ende ermöglichen eine direkte Verbindung von der Innenstadt.